# CLEC5A
O CLEC5A (do inglês C-type lectin domain family 5 member A, ou membro A da família do domínio da lectina tipo C 5), também chamado CLECFSF5 (do inglês C-type lectin superfamily member 5, ou membro 5 da super-família de lectina tipo C) e MDL1 (do inglês myeloid DAP12-associating lectin 1, ou lectina 1 associada a DAP12 mieloide) é uma lectina tipo C que nos humanos está codificada pelo gene CLEC5A, localizado no cromossoma 7. Parece ser um membro duma importante via de activação da linhagem mielóide. É uma proteína necessária para o desenvolvimento da doença do dengue.